# Bulu Soma
Bulu Soma is een bestuurslaag in het regentschap Mandailing Natal van de provincie Noord-Sumatra, Indonesië. Bulu Soma telt 455 inwoners (volkstelling 2010).